# Norwichterriër
De Norwichterriër is een hondenras dat afkomstig is uit Engeland. Het ras behoort tot de terriërs en is sterk verwant aan de Norfolkterriër. Tot 1963 werden de honden met staande oren en met hangende oren Norwichterriër genoemd. Na 1963 werd dit ras opnieuw ingedeeld. De honden met staande oren bleven Norwichterriërs en die met hangende oren werden Norfolkterriërs. Oorspronkelijk was het dier vooral in gebruik voor de bestrijding van ratten, muizen en konijnen, tegenwoordig is het meestal in gebruik als gezelschapshond. Een volwassen dier is ongeveer 26 centimeter hoog.

## Trivia
- Aan het eind van de 19e eeuw was het ras de mascotte van studenten van de Universiteit van Cambridge.

Airedaleterriër ·
Amerikaanse staffordshireterriër ·
Australische silkyterriër ·
Australische terriër ·
Bedlingtonterriër ·
Borderterriër ·
Braziliaanse terriër ·
Bulterriër ·
Cairnterriër ·
Ceskyterriër ·
Dandie Dinmont-terriër ·
Duitse jachtterriër ·
Engelse toyterriër ·
Foxterriër ·
Glen of Imaalterriër ·
Ierse terriër ·
Irish soft-coated wheaten terrier ·
Jackrussellterriër ·
Japanse terriër ·
Kerry blue-terriër ·
Lakelandterriër ·
Manchesterterriër ·
Miniatuur Bulterriër ·
Norfolkterriër ·
Norwichterriër ·
Parson Russell-terriër ·
Schotse terriër ·
Sealyhamterriër ·
Skyeterriër ·
Staffordshire-bulterriër ·
Welsh terriër ·
West Highland white terrier ·
Yorkshireterriër